# 许志晖
许志晖（1968年5月—），男，汉族，广东潮州人，中华人民共和国政治人物，中国共产党党员，第十三届全国人民代表大会广东地区代表。

## 生平
许志晖毕业于南开大学旅游学系旅游经济管理专业。2017年4月，任茂名市人民政府市长。2018年2月24日，当选为第十三届全国人大代表。2019年1月至2021年4月，任中共茂名市委书记。
2021年7月，任中共广东省委常务副秘书长。